# Ley de Aduana de 1835
La Ley de Aduana de 1835 estableció un sistema proteccionista para la economía de la Confederación Argentina. Fue promulgada por el entonces gobernador de la provincia de Buenos Aires, Juan Manuel de Rosas, el 18 de diciembre de 1835. Los aranceles impuestos a los productos extranjeros -del orden del 35% y de hasta el 50%-, así como la prohibición en algunos casos, brindaron a los productores bonaerenses y a los del interior la posibilidad de desarrollar la producción de todo tipo de mercancías que antes eran compradas en el exterior debido a la superioridad de las técnicas productivas de la revolución industrial británica y francesa.

## La importancia nacional de una ley provincial
Las provincias se encontraban económicamente desoladas como consecuencia de la desprotección decretada por el virrey Cisneros en 1809 y continuada por los gobiernos bonaerenses posteriores.

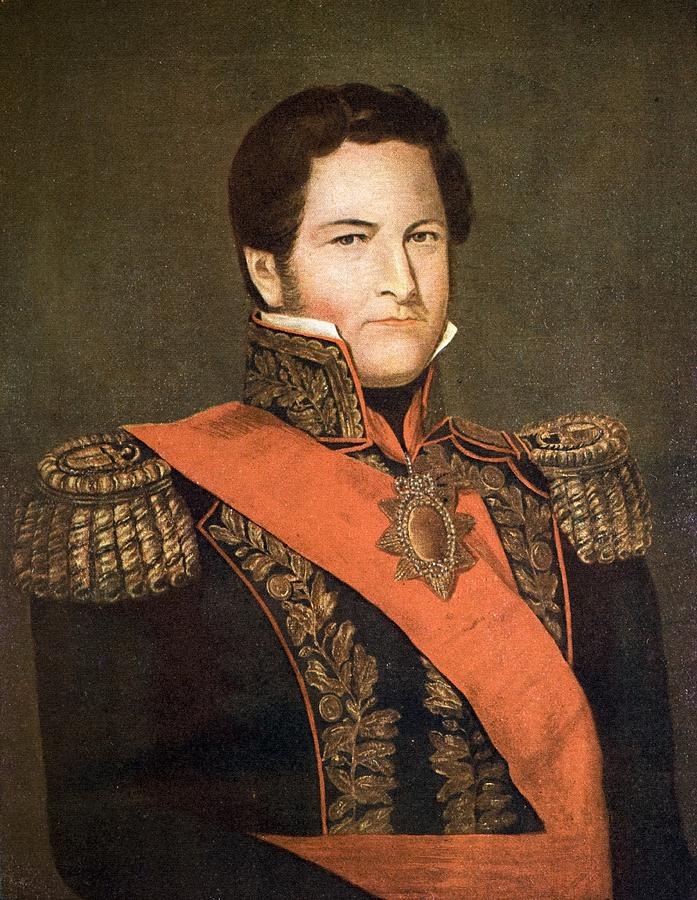
Juan Manuel de Rosas, creador de la Ley de Aduana en 1840.

Buenos Aires había prohibido unilateralmente la navegación de los ríos interiores Paraná y Uruguay para que todas las mercaderías, tanto las de exportación como las de importación, tuvieran que pasar por la aduana del Río de la Plata y pagar tributo en consecuencia. Con Rosas -que se encontraba en constante estado de guerra y bajo la obligación de pagar la fuerte deuda externa de los años de Rivadavia-, la navegación de los ríos interiores continuó con su prohibición (y los ingresos de la aduana tampoco fueron federalizados).
Esta situación convertía a Buenos Aires en el árbitro de toda política proteccionista: Cualquier arancel establecido en el Río de la Plata implicaría un efecto protector en toda la Confederación. Además, Buenos Aires contenía el mercado más grande de la región, por lo que su elección de compradores era de vital importancia.

## Los intereses en disputa y el estado económico de la Argentina antes de la ley
La Liga Federal no había llegado a ningún consenso en 1830 sobre el establecimiento de una protección aduanera puesto que los intereses de Buenos Aires, por un lado, y Santa Fe, Entre Ríos y Corrientes, por el otro, se presentaron irreconciliables.
Los negocios de Buenos Aires se basaban principalmente en el comercio con Gran Bretaña. Proteger las actividades internas implicaría el encarecimiento de todos los artículos en los que los comerciantes, hacendados y saladeristas bonaerenses gastaban sus ingresos, es decir que implicaba la reducción de sus ingresos reales. Y además, el desarrollo productivo general provocaría el encarecimiento del trabajo asalariado, que para los exportadores era meramente un costo.
Por su parte, las demás provincias necesitaban de la protección para poder sobrevivir y crecer frente a la superioridad productiva europea y norteamericana: Santa Fe podía abastecer de leña a todo el país, pero la desprotección hacía que el negocio se perdiera a manos del carbón inglés. La industria vitivinícola de San Juan, Mendoza, La Rioja y Catamarca era de alta calidad pero el precio al cual llegaba el vino extranjero al litoral no permitía a estas provincias interiores pagar el transporte terrestre necesario. La poderosa industria textil del Virreinato se había desmantelado luego de la liberalización de 1809: Cochabamba era el centro textil de todo el Alto Perú. Tucumán, por su parte, proveía el algodón. Corrientes, Catamarca, Tucumán, Córdoba, Salta y Santiago del Estero encontraron también, por entonces, su principal riqueza en la producción textil, mediante telares domésticos.
Pero la desprotección de 1809 -que iba a ser dada de baja por la Junta Grande antes de la intervención del Primer Triunvirato-, logró el desmantelamiento de toda la industria. La productividad británica de la revolución industrial, es decir, del trabajo socializado y mecanizado, era inalcanzable por el trabajo individual y artesanal de las provincias del norte. Las industrias de carretas de Mendoza y de Tucumán proveían, antes de la desprotección, los medios de transporte más usuales para el tráfico interno. Sin embargo, con la producción del interior atrofiada, encontraba su clientela sumamente reducida. Lo mismo ocurría con la cría de mulas en Santa Fe y Entre Ríos, empleadas anteriormente para el trasporte del vino y aguardientes cuyanos.
Buenos Aires abastecía de cuero en abundancia a las manufacturas británicas y compraba, con las ganancias, ese mismo cuero pero industrializado, bajo la forma de zapatos, atuendos, correas y arreos. Todo el trabajo de industrialización, tanto de Buenos Aires como de Corrientes, se perdía por unos pequeños márgenes de productividad o por la preferencia de los estancieros por las producciones europeas.

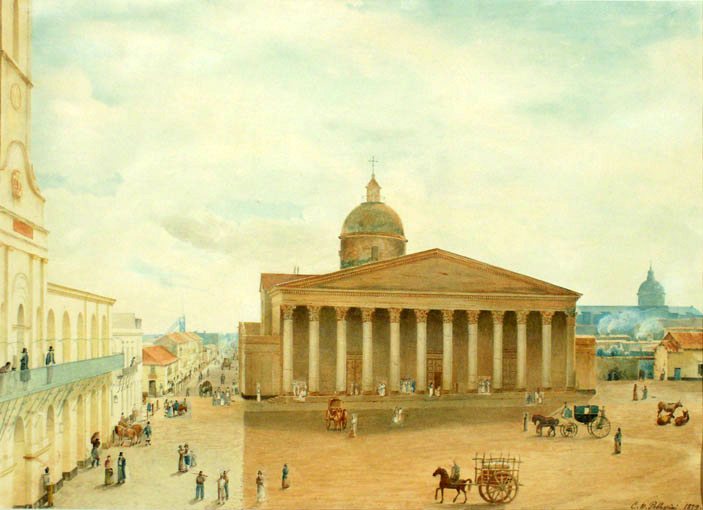
Plaza Victoria, Buenos Aires. 1829.

Mendoza era el gran centro harinero de la época, pero las harinas de Brasil y Estados Unidos inundaron el litoral luego de establecida la desprotección. Se combinaban para ello los costos del transporte terrestre que sufría el interior y la estrategia extranjera de vender por debajo del costo para provocar la ruina de la producción regional y así garantizarse el mercado más tarde. Lo mismo sucedía con el azúcar tucumano y el vino, los vinagres, los aguardientes, los licores y los caldos cuyanos. Con los ingresos de la población reducidos hasta la miseria por la desolación de la estructura productiva, las actividades agrícolas también se vieron aplastadas: el arroz tucumano, los aceites de oliva de La Rioja, Catamarca y Salta, los cereales y productos de huerta de las quintas de todas las ciudades, especialmente Buenos Aires.
Por su parte, con el transporte y los ingresos casi aniquilados, los famosos astilleros de Paraguay y Corrientes tuvieron que sufrir proporcionalmente.
Las provincias del interior, en consecuencia, vivían en 1835 una realidad socioeconómica muy diferente a la de las provincias litorales.

“Las guerras por la independencia habían trastornado fuertemente a la región por varios motivos: El comercio con el Alto Perú se había cortado, la mano de obra se había empleado en los ejércitos, y el mercado de las provincias litorales se había perdido debido a la competencia superior de los productos ingleses. Económicamente se mantenía una producción artesanal y los capitales se habían invertido en la compra de tierras, generando numerosos latifundios.”

## Sanción de la ley
Con este panorama desolador se puso en marcha el plan que Pedro Ferré, gobernador de Corrientes, había presentado 5 años antes a la Liga Federal. Desde lo económico, la ley perseguía el renacimiento de las manufacturas y el de la producción agrícola.
Se impusieron aranceles del orden del 35 % a la mayoría de los productos extranjeros que hacían competencia con las producciones nacionales. En otros casos, los aforos alcanzaron el 50 %, y el ingreso de muchos productos fue directamente prohibido. También se diseñaron incentivos al transporte marítimo realizado con buques nacionales, y se impusieron derechos a la exportación de cuero (de alrededor del 25 %) para capturar para el Estado una parte de la renta ganadera. Las mercaderías sacadas para el interior, por su parte, como lo había pedido Ferré en 1831, fueron libradas de todo gravamen. Paralelamente, la ley no se limitaba a favorecer los intereses argentinos. De acuerdo con una política de solidaridad hispanoamericana, los productos de la Banda Oriental y Chile sufrían aranceles menores.

## Consecuencias de la ley
En Buenos Aires, la industria ganadera no retrocedió ni un paso, al tiempo que se llenó de talleres. Según el censo de 1853, había en ese año 1.065 fábricas montadas, 743 talleres y 2008 casas de comercio. La ciudad del mismo nombre fue reconocida como un gran taller industrial.
En Córdoba y Tucumán se desarrollaron a toda velocidad los centros manufactureros más importantes del país. En Córdoba se elaboraban zapatos y tejidos. Sus pieles de cabra curtida se exportaron a Francia en tales cantidades que el gobierno francés decidió prohibirlas para proteger a su industria local. Tucumán potenció sus producciones de muebles para abastecer los crecientes mercados cuyanos, así como las producciones de cueros curtidos, tintes y tabaco; tabaco para la exportación hacia Chile, Bolivia y Perú. También despegó la nueva industria del azúcar, que alcanzaba para abastecer a casi todo el norte argentino y comenzaba a vender una parte en Buenos Aires.
Salta se convirtió en otro gran centro industrial, especializado en la hilandería, la elaboración de cigarros, vasijas, suelas, becerros, curtidos, harina y vino. Catamarca siguió abasteciendo a las provincias vecinas de grandes cantidades de algodón, vinos y aguardiente. San Luis también multiplicó sus trabajos textiles y cueros. Los vinos y aguardientes de Mendoza y San Juan vivieron por aquellos años su época dorada. También se producían en estas provincias harina, trigo, frutas secas y jabón en grandes cantidades, y hasta hilados de seda, y exportaban a Chile importantes volúmenes de ganado en pie, cobre, frutas secas, jabón, charque, sebo y cueros.
Entre Ríos desarrolló las industrias del cuero curtido, los postes de madera, maderas para quemar y cal. En Santa Fe se desarrollaron plantaciones de algodón y tejedurías, y por fin despegaron la extracción de maderas y carbón de leña, que alimentaron fundamentalmente a las industrias y al consumo de Buenos Aires, pero también a las manufacturas locales de embarcaciones y ruedas para carretas. Por su parte, la actividad ganadera, la más importante de la región, continuó en ascenso. En Corrientes crecieron las producciones de maderas de construcción, tabaco, almidón, naranjas y algodón, y se reconstruyeron sus antiguas y renombradas carpinterías.
La protección de la estructura productiva potenció tanto el producto del trabajo que las exportaciones debieron necesariamente incrementarse. En Buenos Aires, entre 1835 y 1852, la exportación de lana se multiplicó por cuatro, la de cueros por tres y la de sebo por más 6. Por su parte, las importaciones sólo crecieron en esos 17 años alrededor del 20 %. En 1851 la balanza comercial fue por fin positiva, y esto a pesar de que los precios de los productos pecuarios en Europa habían caído a la mitad de los valores de 1825. Y en agosto de 1837, Rosas prohibió la exportación de oro y plata, buscando evitar que los enemigos de la patria se llevaran el metálico para desestabilizar la economía. El interior, por su parte, y como en la época del virreinato, volvió a inundarse de plata boliviana, que se distribuyó por todo el país.
Sin lugar a dudas, la ley de Aduana de Buenos Aires desató un vertiginoso desarrollo económico en todo el territorio nacional, tan grande que no pudo ser disimulado por los enemigos de Rosas. Así, en pocos años se logró un autoabastecimiento tan profundo que cuando las flotas francesa e inglesa bloquearon los puertos nacionales -entre 1838-1840 y entre 1845-1849-, no sólo no lograron la rendición argentina sino que hasta colaboraron en la tarea de proteger a las industrias patrias de la competencia de los capitalistas extranjeros.

## Legado de la Ley de Aduana de 1835
Una primera lectura de los acontecimientos podría conducir a la idea de que hay una evidente superioridad del proteccionismo económico frente al liberalismo. No obstante, es obligado resaltar que la economía rosista no abolió un régimen liberal sino una forma de intervención del gobierno en la economía que perjudicaba la manufactura, para beneficiar a los socios británicos. El "desproteccionismo" o "proteccionismo a la inversa" mencionado al comienzo del artículo castigaba con severos aranceles la exportación de productos industrializados pero no la exportación de productos primarios, de acuerdo a intereses ingleses. El régimen económico liberal en realidad hizo su primera aparición en la Argentina que derrocó a Rosas y una vez resueltos los grandes conflictos internos en las guerras civiles posteriores, hacia 1865.